# کنستانتین سیمونوف
کنستانتین میخائلوویچ سیمونوف (به روسی: Константи́н Миха́йлович Си́моно) ‏ (۲۸ نوامبر ۱۹۱۵–۲۸ اوت ۱۹۷۹) شاعر و نویسنده شوروی
بسیاری از آثار وی به عنوان رمان، پایه آثار سینمایی هستند.
خالق رمانهای معروف دربارهٔ دوران جنگ دوم جهانی به نام:
- زنده‌ها و مرده‌ها (۱۹۵۹)
- مردم سرباز به دنیا نمی‌ایند (۶۴–۱۹۶۳)
- آخرین تابستان (۷۱–۱۹۷۰)